# Supercoppa italiana 2019 (pallacanestro femminile)
La Supercoppa italiana 2019, anche nota come Famila Cup per ragioni di sponsorizzazione, è stata la 24ª edizione della competizione e si è disputata per la prima volta nel formato delle Final Four.
Il Torneo è stato vinto per la undicesima volta dalla Famila Schio, che ha sconfitto in finale la Passalacqua Ragusa per 61-54.

## Squadre partecipanti
- Famila Schio,  campione d'Italia 2018-19
- Eirene Ragusa,  vincitrice della Coppa Italia 2019
- Reyer Venezia, seconda in regular season e semifinalista dei play-off scudetto 2018-19
- GEAS, finalista della Coppa Italia 2019

## Risultati

### Tabellone
|  | Semifinali    | Semifinali |  |              | Finale        | Finale |
|  |               |            |  |              |               |        |
|  | Famila Schio  | 67         |  |              |               |        |
|  | Famila Schio  | 67         |  |              |               |        |
|  | Reyer Venezia | 63         |  |              |               |        |
|  | Reyer Venezia | 63         |  | Famila Schio | 61            |        |
|  |               |            |  | Famila Schio | 61            |        |
|  |               |            |  |              | Eirene Ragusa | 54     |
|  | Eirene Ragusa | 65         |  |              | Eirene Ragusa | 54     |
|  | Eirene Ragusa | 65         |  |              |               |        |
|  | GEAS          | 38         |  |              |               |        |
|  | GEAS          | 38         |  |              |               |        |

### Semifinali
| Schio 12 ottobre 2019, ore 17:30 CEST            | Passalacqua Ragusa | 65 – 38 (11-7, 28-16; 47-29) referto | Allianz Geas Sesto San Giovanni | PalaRomare |
| \| \| \| \| \| Walker 21 \| Punti \| 14 Crudo \| |                    |                                      |                                 |            |
|                                                  |                    |                                      |                                 |            |
| Walker 21                                        | Punti              | 14 Crudo                             |                                 |            |

| Schio 12 ottobre 2019, ore 20:00 CEST           | Famila Wuber Schio | 67 – 63 (15-13, 34-28; 45-48) referto | Umana Reyer Venezia | PalaRomare |
| \| \| \| \| \| Gruda 22 \| Punti \| 15 Penna \| |                    |                                       |                     |            |
|                                                 |                    |                                       |                     |            |
| Gruda 22                                        | Punti              | 15 Penna                              |                     |            |

### Finale
| Arbitri: | Stefano Wassermann (Trieste) Daniele Yang Yao (Vigasio) Claudia Ferrara (Ferrara) |

|                    |          |                       |
| Harmon 15 Lisec 13 | Punti    | 12 Consolini 11 Hamby |
| Keys 4             | Assist   | 3 Romeo               |
| Lisec 10           | Rimbalzi | 8 Hamby, Ibekwe       |